# Ludger Stühlmeyer

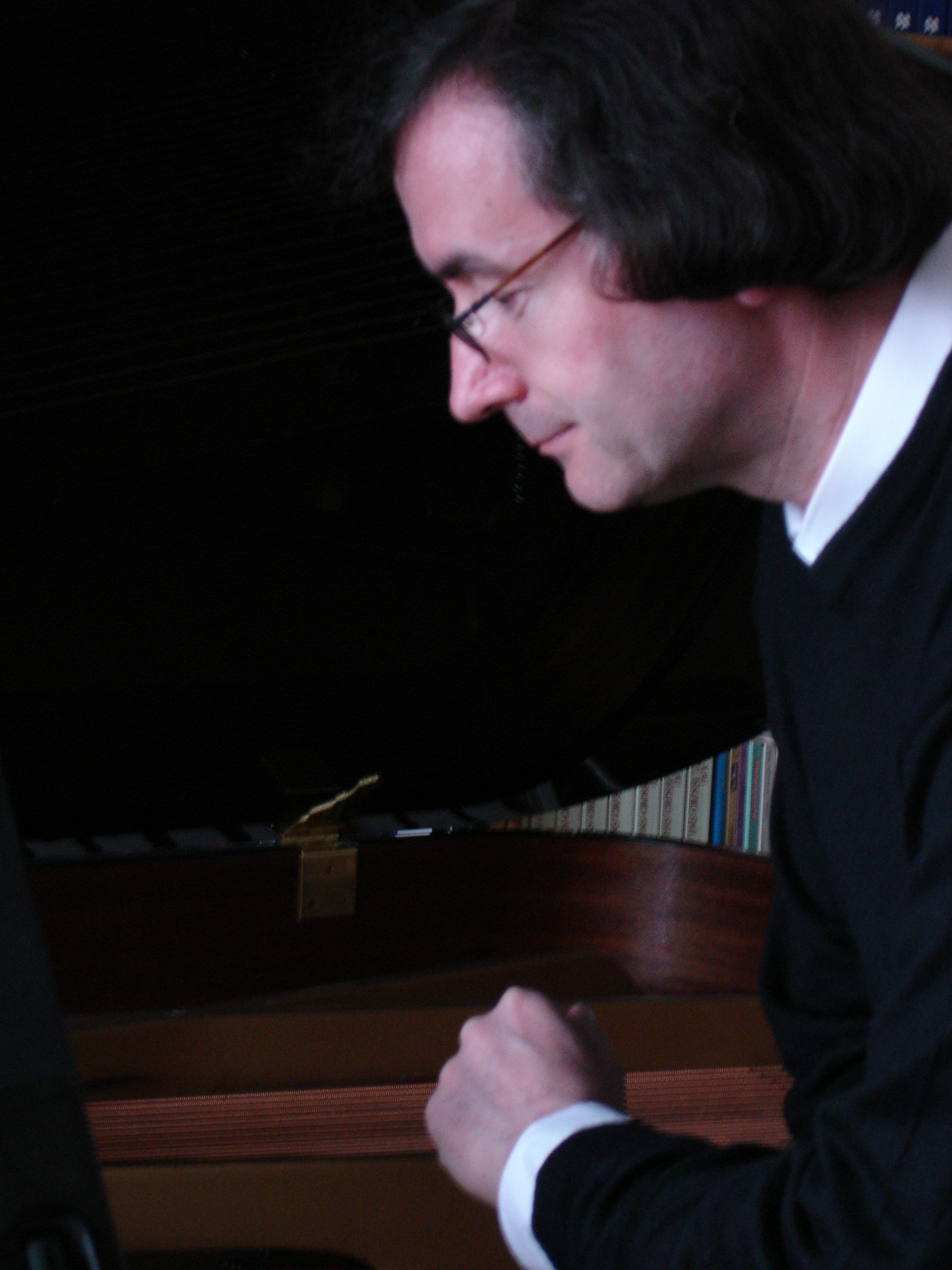
Ludger Stühlmeyer (2005)

Ludger Stühlmeyer (* 3. Oktober 1961 in Melle) ist ein deutscher Kantor, Musikwissenschaftler, Dozent und Komponist. Seit 1994 lebt er in der bayerischen Stadt Hof und ist als Stadt- und Dekanatskantor in der Region Hochfranken tätig. Sein musikalisches Werk umfasst Kompositionen für Instrumental- und Vokalmusik.

## Leben
Stühlmeyer stammt aus einer Musikerfamilie und sammelte früh musikalische Erfahrungen in den Kirchen St. Matthäus und St. Petri in Melle. Den ersten Musikunterricht erhielt er von dem Pianisten und Komponisten Musikdirektor Karl Schäfer sowie Kirchenmusikdirektor Karl-Heinz Höne am Konservatorium in Osnabrück. Nach dem Abitur am Gymnasium Melle studierte er Kirchenmusik, u. a. bei Wolfgang Helbich und Winfried Schlepphorst, Alte Musik (Manfred Cordes), Orgel (Harald Vogel) und Gesang (Wolfgang Büssenschütt, Elke Holzmann) an der Hochschule für Künste Bremen.
Kompositionsstudien betrieb er bei Günther Kretzschmar, Karlheinz Stockhausen und Helge Jung. Gregorianische Semiologie belegte er bei Luigi Agustoni, Godehard Joppich und Johannes Berchmans Göschl. Stühlmeyer erhielt ein Stipendium der Studienstiftung des Bistums Osnabrück.
An der Westfälischen Wilhelms-Universität in Münster studierte er Musikwissenschaft (Axel Beer, Klaus Hortschansky), Philosophie (Fernando Inciarte, Berthold Wald) und Theologie (Arnold Angenendt, Klemens Richter). Mit dem Dissertationsthema Curia sonans wurde Stühlmeyer 2010 in Münster zum Doktor der Philosophie promoviert. Die Studie wurde von der Friedrich-Baur-Stiftung, der Oberfrankenstiftung und der Wolfgang-Siegel-Stiftung gefördert.
Von Mai 1980 bis September 1988 war er Kantor im Bistum Osnabrück und von Oktober 1988 bis Oktober 1994 im Bistum Münster. Seit November 1994 ist Stühlmeyer als Stadt- und Dekanatskantor in der Stadt Hof und der Region Hochfranken tätig. Zudem ist er Dozent und Mitarbeiter des Amts für Kirchenmusik im Erzbistum Bamberg. Er ist Mitglied der Internationalen Dieterich-Buxtehude-Gesellschaft, der Internationalen Valentin-Rathgeber-Gesellschaft und der Max-Baumann-Gesellschaft.
Ludger Stühlmeyer ist verheiratet mit der Musikwissenschaftlerin und Theologin Barbara Stühlmeyer und Vater von Lea Stühlmeyer. Der Pastoraltheologe und Pfarrer Thomas Stühlmeyer und der Diakon Klaus Stühlmeyer sind seine Brüder.

## Wirken

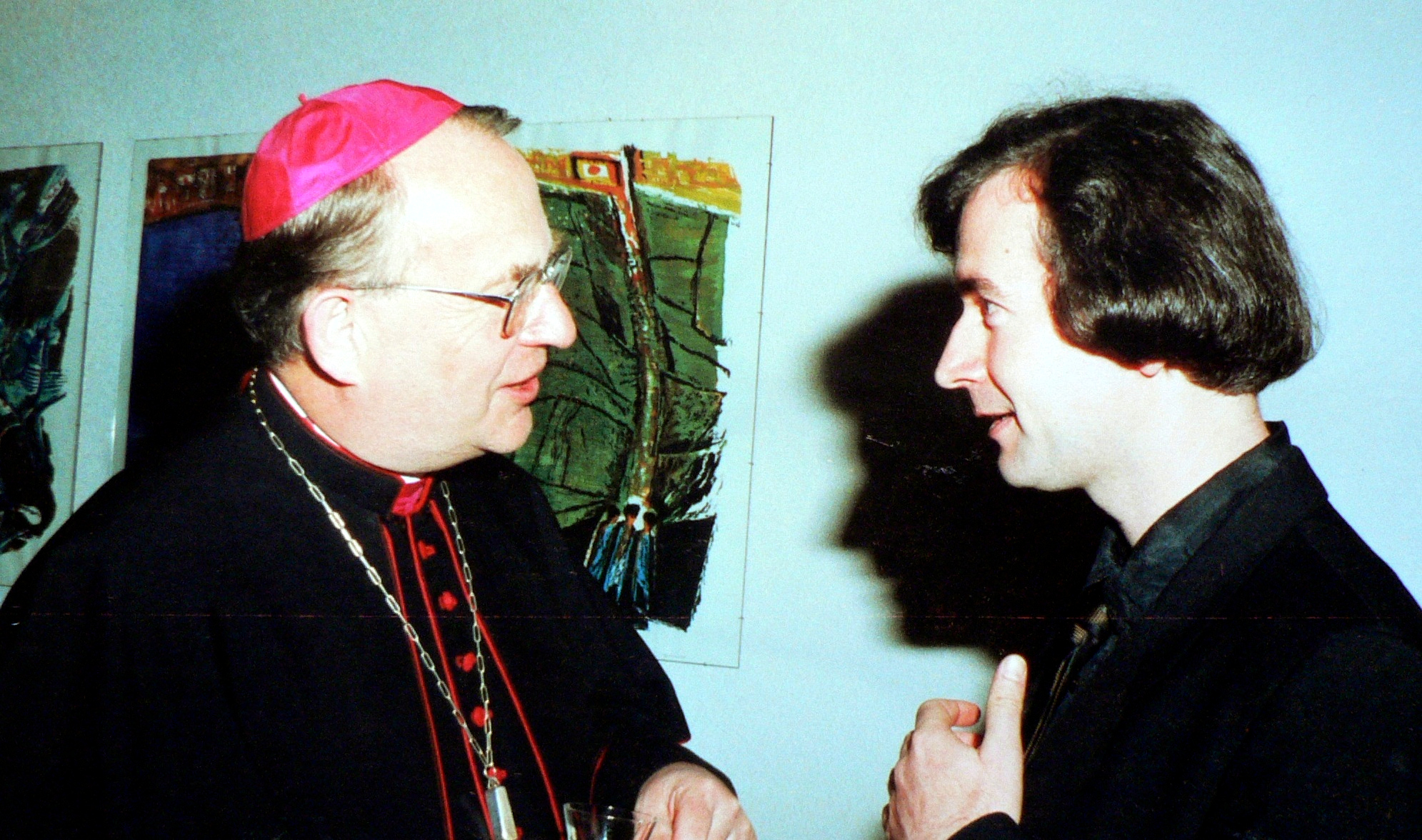
Regionalbischof Friedrich Ostermann und Ludger Stühlmeyer in Münster (1991)

Ludger Stühlmeyers Großvater Heinrich Stühlmeyer, ein „Stiller Held des Widerstandes gegen den Nationalsozialismus“, der aufgrund seines Einsatzes für die katholische Kirche und Verfolgte des „Dritten Reiches“ 1940 in das KZ-Emslandlager verbracht wurde, war 47 Jahre an der St.-Petrus-Kirche in Gesmold tätig gewesen. Ludger Stühlmeyer folgte ihm im Amte nach. Damit ging die Leitung der St.-Petrus-Kantorei und der Konzertreihe mit Orgelkonzerten, Kantatenaufführungen und Kammermusik einher. In diese Zeit fiel der Bau der neuen Schwalbennestorgel (1982), integriert in die Kuppel der nach dem Vorbild des römischen Pantheon erbauten Kirche.
Ludger Stühlmeyers Wirken als Seelsorgebereichskantor im östlichen Münsterland entfaltete sich im Rahmen eines Projektes zur Erprobung dieses zu Beginn der 1990er Jahre neuen musikalischen Berufsprofils im Bistum Münster. Damit verband sich eine breit gefächerte Chorarbeit mit einer aus Kinderchören, einem Jugendchor, einem Chor Junger Erwachsener, Kirchenchor, Vokalensemble sowie einer Choralschola bestehenden Kantorei. Neben der in das pastorale Konzept des Pfarrverbandes eingebundenen musikbasierten Gemeindearbeit initiierte er eine im Monatsturnus stattfindende Konzertreihe sowie regionale Kirchenmusiktage für den östlichen Bezirk des Bistums Münster.
Zu Beginn seiner Tätigkeit in Hof begleitete er die von der Bonner Firma Orgelbau Klais durchgeführte Restaurierung der historischen Steinmeyer-Orgel der Stadtkirche St. Marien (1994/1995). Besonderen Wert legte er dabei auf eine stilgerechte Restaurierung des als Denkmalorgel eingestuften Instrumentes der deutsch-romantischen Epoche, von denen nur mehr wenige original und unverändert erhalten geblieben sind.

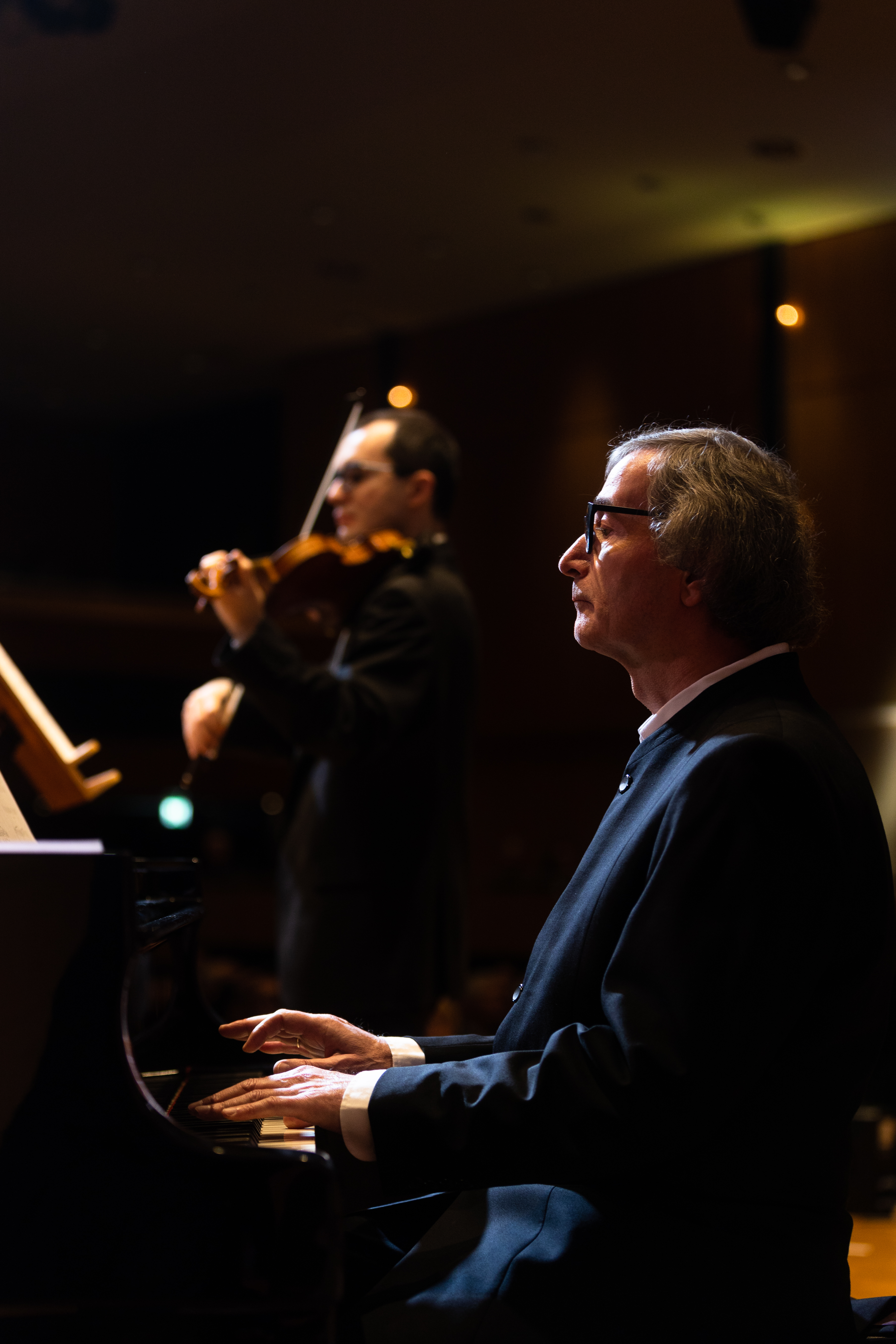
Ludger Stühlmeyer mit dem 1. Konzertmeister der Hofer Symphoniker Lorenzo Lucca in der Freiheitshalle (2023)

1995 gründete Stühlmeyer eine Konzertreihe, innerhalb derer regelmäßig Werke zeitgenössischer Komponisten uraufgeführt werden. 2007, im 300. Todesjahr Dieterich Buxtehudes, führte er in einem Zyklus von zehn Abendmusiken sämtliche Orgelwerke und Sonaten Buxtehudes auf. Der 2013 von Stühlmeyer gegründete Kammerchor Capella Mariana besteht aus einer internationalen Besetzung von Profimusikern und ambitionierten Laien. Mit der Erarbeitung von Musikwerken des Mittelalters bis zu Aufführungen neu komponierter Kirchenmusik, widmet sich das Ensemble der gesamten Bandbreite sakraler Chorliteratur.
Im Mai 2003 übernahm er von dem damaligen Bamberger Diözesanmusikdirektor und Domkapellmeister Werner Pees die Schriftleitung der Publikationsreihe Kirchenmusik im Erzbistum Bamberg, die er bis 2010 innehatte. Anlässlich der EU-Erweiterung 2004 führte er gemeinsam mit der aus Cheb stammenden tschechischen Musikerin Martina Kólaròva eine Reihe von Konzerten im Rahmen des deutsch-tschechischen Kulturaustausches durch. Bei Rundfunk- und Fernsehsendungen und -übertragungen arbeitet er mit Sendern wie dem Deutschlandfunk, Radio Horeb, dem Bayerischen Rundfunk und dem Zweiten Deutschen Fernsehen zusammen.
Für hervorragende künstlerische und pädagogische Leistungen ernannte ihn der Allgemeine Cäcilien-Verband für Deutschland 2013 zum Musikdirektor. Das Kuratorium des Deutschen Liturgischen Instituts und die Liturgiekommission der Deutschen Bischofskonferenz schlugen Stühlmeyer 2015 als Kirchenmusikreferent in der Nachfolge von Prof. Matthias Kreuels vor. Im Mai 2018 bezeichnete der bayerische Ministerpräsident Markus Söder Ludger Stühlmeyer als „herausragenden Botschafter unserer Heimat“.
Stühlmeyer komponiert Werke für Gesang (z. B.: Kantaten, Lieder, Messen, Motetten, Singspiele) und Instrumente. Seine Kompositionstechnik wurzelt in dem Bestreben, den Aspekt der Hörerfahrung als kommunikatives Medium erlebbar zu machen. Dabei folgt er seinem Ziel, das Wesentliche im scheinbar Einfachen fokussierend, die Aussagekraft des auf sich selbst verweisenden Klanges zu öffnen, mit der sich philosophisches Denken ebenso verbindet wie spirituelle Erlebnisfähigkeit. Seine liturgische Musik ist inspiriert von dem Wort-Ton-Verhältnis des Gregorianischen Chorals, der die Komposition als Klangleib des Wortes definiert und umsetzt. In seiner kompositorischen Arbeit realisiert er das im II. Vatikanischen Konzil verankerte Verständnis von liturgischer Musik als innersten und im Sinne des „bis orat qui cantat“ intensivierten Grundvollzug des christlichen Glaubens. Seine Kompositionen sind beeinflusst von Personanzklängen und der Postmoderne. Seine für Kinder konzipierten szenischen Werke fördern in der Tradition seines Lehrers Günther Kretzschmar, die Postulate ganzheitlicher Pädagogik aufgreifend, die Erlebnisfähigkeit der Kinder und ihre Freude am Singen und Gestalten. In konzeptionellen Gesprächen mit dem Münsteraner Regionalbischof Friedrich Ostermann schuf er die Grundlage für eine erneuerte Rezeption der Evangelienkantate für Kinder in der Liturgie.

## Werke (Auswahl)

### Bücher und Schriften

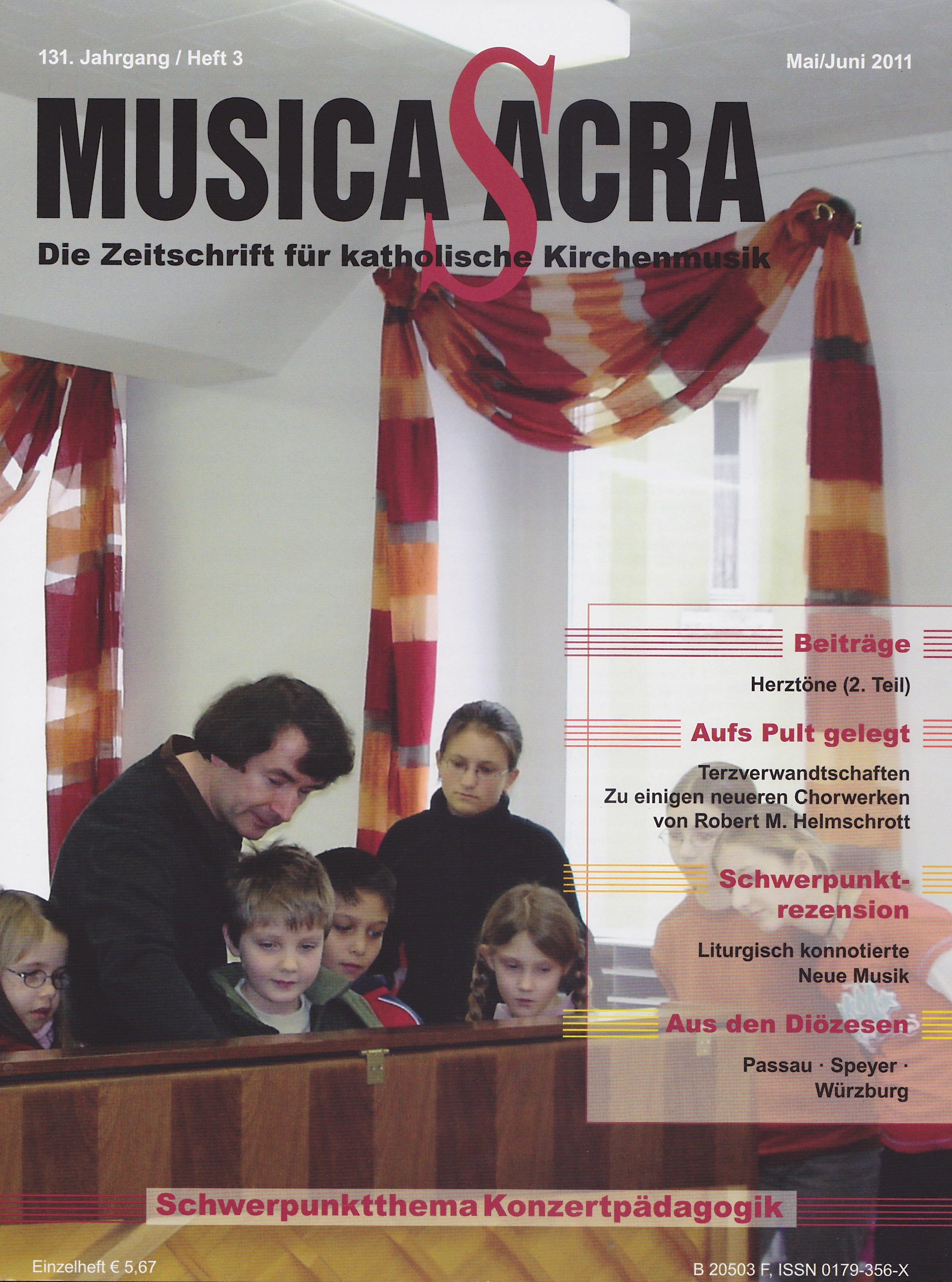
Ludger Stühlmeyer auf dem Cover der Zeitschrift Musica sacra (2011)

- Curia sonans. Die Musikgeschichte der Stadt Hof. Eine Studie zur Kultur Oberfrankens. Von der Gründung des Bistums Bamberg bis zur Gegenwart. Heinrichs-Verlag, Bayerische Verlagsanstalt, Bamberg 2010, ISBN 978-3-89889-155-4.
- Das Leben singen. Christliche Lieder und ihr Ursprung. Gemeinsam mit Barbara Stühlmeyer. Verlag DeBehr, Radeberg 2011, ISBN 978-3-939241-24-9.
- Bernhard Lichtenberg. Ich werde meinem Gewissen folgen. Gemeinsam mit Barbara Stühlmeyer. Topos plus Verlagsgemeinschaft, Kevelaer 2013, ISBN 978-3-8367-0835-7.
- Konfessionalität und Ökumenizität – Kirchenmusik gestern und heute. In: Abbruch – Umbruch – Aufbruch. Reformation und Ökumene in Mittel- und Oberfranken. Eine Arbeitshilfe zum Lutherjahr. Bamberg 2016, ISBN 978-3-931432-39-3, S. 88–91.
- Johann Valentin Rathgeber. Leben und Werk. Gemeinsam mit Barbara Stühlmeyer. Verlag Sankt Michaelsbund, München 2016, ISBN 978-3-943135-78-7.
- Klangrede: Sonnengesang des Franziskus – Echo oder Leitmelodie? Nachdenkliches und Hintergründiges aus der Werkstatt eines Komponisten. In: Stefan Kopp, Joachim Werz (Hrsg.): Gebaute Ökumene. Botschaft und Auftrag für das 21. Jahrhundert? Reihe Theologie im Dialog Band 24. Herder, Freiburg i. Br. 2018, ISBN 978-3-451-38188-1, S. 297–333.
- Orgelspaziergänge im Hofer Land. Sabat-Verlag, Kulmbach 2025, ISBN 978-3-911627-10-8.[25]

### Kompositionen
- Mache dich auf, werde licht. 1989. Adventskantate für Kinderchor, Gesang-Solo, Sprecher und Instrumente. Uraufführung: Advent 1989. Auszug in: Kommt wir gehen nach Bethlehem. Deutsches Liturgisches Institut (Herausgeber), Trier 1996.
- Die Legende von den drei weisen Königen. 1998. Text: Rolf Krenzer. Themenlied der deutschen Sternsingeraktion. Uraufführung: 10. Januar 1999, ZDF, in: Heinrichsblatt Nr. 1, Bamberg Januar 2011, S. 13 und Das Leben singen, Verlag DeBehr Radeberg 2011, ISBN 978-3-939241-24-9, S. 33.
- Wer glaubt kann widerstehn. 1999. Bernhard-Lichtenberg-Kantate für Sprecher, Gesang-Solo, Chor SATB und Instrumente. Uraufführung: 31. Oktober 1999, ZDF, Konzertchor der Hofer Symphoniker, Leitung: Gottfried Hoffmann.
- Quatre pièces pour Orgue. 2001. Prélude romantique, Caprice expressionique, Hymne impressionique, Fugue baroque für Orgel-Solo. Uraufführung im Rahmen der Tage Neuer Kirchenmusik Bayern im Oktober 2006. Edition Musica Rinata, Berlin 2013, ISMN 979-0-50235-058-1.
- Atme in mir. 2002. Text: Augustinus von Hippo. Für Gesang-Solo und Orgel. Uraufführung: 27. April 2002, Stiftsbibliothek St. Gallen, im Rahmen der Veranstaltung: Augustinus, Afrikanitaet Universalitaet.[26] Autograph in der Stiftsbibliothek St. Gallen.
- Atem Gottes hauch mich an. 2013. Text: Dorothee Sölle. Für Gesang-Solo und Klavier/Orgel. Auftragskomposition des Freundeskreises der Evangelischen Akademie Tutzing. Uraufführung: April 2013 im Rahmen einer Lesung mit Ursula Baltz-Otto zum 10. Todestag von Dorothee Sölle.
- Zum Engel der letzten Stunde. 2013. Text: Jean Paul (aus: Das Leben des Quintus Fixlein). Für Alt-Solo, Violine und Orgel. Auftragskomposition der Stadt Hof zum 250. Geburtstag Jean Pauls am 21. März 2013. Uraufführung: September 2013.[27]
- Johannes-Passion. 2014. Texte nach: Joh. 18,1–19,42. Für Gesang-Solo SATB und Chor SATB.[28] Berliner Chormusik-Verlag Berlin 2014, ISMN 979-0-50235-210-3.
- Klangrede – Sonnengesang des Franziskus. 2015. Text: Franz von Assisi, Übersetzung Ludger Stühlmeyer. Für Chor SATB, Violine und Orgel. Uraufführung: Capella Mariana 2015 im Rahmen der Tage Neuer Kirchenmusik in Bayern. Papst Franziskus zugeeignet: „Suae Sanctitati Papae Francisci dedicat“.[29]
- In dulci jubilo. Aus-Flüge für Querflöte-Solo. 2015. Auftragskomposition der Flötistin Anja Weinberger. Uraufführung: 9. Dezember 2015, Würzburger Augustinerkirche. Sonat-Verlag, Kleinmachnow 2015, ISMN 979-0-50254-034-0.
- Hymn. 2017. Text nach einem Gedicht von Edgar Allan Poe. Motette für Chor a cappella SSAATTBB. Dem Kantor der Frauenkirche Dresden Matthias Grünert zugeeignet.
- With hearts reneved. 2017. Text: Jack May. Motette für Chor SATB, Violinen und Orgel. Für den Chor der Westminster Cathedral of London.
- Gerechter unter den Völkern. 2017. Vesper zu Ehren des seligen Bernhard Lichtenberg. Mit einer Biografie und Zitaten. Geleitwort von Nuntius Eterovic. Verlag Sankt Michaelsbund, München 2017, ISBN 978-3-943135-90-9.[30]
- Super flumina Babylonis [An den Wassern zu Babel.] 2019. Fantasie in vier Teilen für Orgel (Introduzione, Scontro, Elegie, Appassionato) nach einem Aquarell von Paul Klee.
- Zehn Choralfantasien zum Weihnachtsfestkreis. 2020. Für Sopran, Violine und Orgel. Der deutschsprachigen Kirche Santa Maria dell’Anima in Rom zugeeignet. Uraufführung: Dezember 2020. Ries & Erler, Berlin 2020, ISMN 979-0-50254-149-1.
- Der Weihnachtsstern. Eine sinfonische Dichtung. 2020. Auftragskomposition von Lorenzo Lucca, 1. Konzertmeister der Hofer Symphoniker.
- kərūḇîm – cheroubím – muqarrabūn, Fantasie für Violine, Viola und Orgel (Andante grazioso, Adagio solennemente, Allegro ma non troppo, Andante cantabile, Allegro brillante, Cadenza vivace e rubato). 2023.

### Herausgegebene Musikwerke
- Dieterich Buxtehude: Präludium g-Moll für Orgel. BuxWV 149. Sonat-Verlag, Kleinmachnow 2015, ISMN 979-0-50254-032-6.[31]
- Dieterich Buxtehude: Nun lasst uns Gott dem Herren Dank sagen. Kantate für Chor SATB, zwei Violinen und B. c., BuxWV 81. Sonat-Verlag, Kleinmachnow 2016, ISMN 979-0-50254-064-7.[32]
- Heinrich Stühlmeyer: Christ ist erstanden. Dreiteiliger Chorsatz SATB mit Incipits der lateinischen Sequenz Victimae paschali laudes (1938), „Das Banner ist dem Herrn geweiht“, Chorsatz SATB (1938), „Der Satan löscht die Lichter aus“, Chorsatz SATB (1938), „Ist das der Leib, Herr Jesus Christ“, Chorsatz SATB (1938). 2018.[33]

## Tonträger
- Ein Hofer Königspaar. Die Orgeln in St. Marien und St. Michaelis. Rondeau Production Leipzig 2012.[34][35]
- Zum Engel der letzten Stunde. Jean Paul – Ludger Stühlmeyer. Zenė Kružikaitė (Alt), Jens Wilckens (Violine), Eva Gräbner (Orgel). Balderschwang 2013.

## Auszeichnungen und Ehrungen
- 30. April 2005: Ehrenurkunde des Freistaates Bayern, verliehen durch Staatsministerin Christa Stewens.[36]
- 12. Juli 2011: Johann-Christian-Reinhart-Plakette, verliehen durch Oberbürgermeister Harald Fichtner.[37]
- 11. März 2013: Ernennung zum Musikdirektor ACV, verliehen durch das Präsidium des Allgemeinen Cäcilien-Verbandes für Deutschland.[38]
- 29. Juni 2020: Ehrenurkunde des Freistaats Bayern, verliehen durch Staatsministerin Kerstin Schreyer.[39][22]
- 3. Oktober 2021: Bis orat qui cantat : Festschrift zum 60. Geburtstag von Ludger Stühlmeyer. Herausgegeben von Ute van der Mâer, Norderstedt 2021, ISBN 978-3-7543-9507-3.
- 9. Juni 2025: Ehrenurkunde des Erzbistums Bamberg, verliehen durch Diözesanmusikdirektor Markus Willinger.[40]